# Jätteknölkalla
Jätteknölkalla, Amorphophallus titanum, en blomväxt i knölkallasläktet, är den växt som har den största blomställningen. 
Jätteknölkallan är känd för sin starka lukt, som påminner om ett ruttnande djur. Jätteknölkallan växer vilt i öppningar i regnskogar på kalkrika kullar på västra delen av Sumatra i Indonesien, i ett område något större än Småland. Lokalbefolkningen kallar den bunga bangkai, som betyder "kadaverblomma".
Jätteknölkallan upptäcktes och beskrevs första gången av Odoardo Beccari 1878. Namnet på latin, Amorphophallus titanum, betyder "formlös jättefallos".
Jätteknölkallans blomställning kan bli upp till tre meter hög. Ståndare och pistill växer på samma blomställning. För att undvika självpollinering blommar de med två–tre dagars mellanrum. Blomning sker mycket sällan i naturen, och än mer sällan vid odling då det tar runt 15 år från sådd till första blomning. Vid blomning blottas blommans röda färg och en stark lukt av ruttnande däggdjur sprids. Blomman blir dessutom varm, runt människans kroppstemperatur. Kombinationen av dessa egenskaper skapar illusionen av ett ruttnande kadaver, vilket attraherar asätande skalbaggar som lockas in i blomman och pollinerar den. 
Jätteknölkallan är svår och tidskrävande att odla, vilket gör den eftertraktad bland avancerade odlare.

## Jätteknölkallor i odling
Se också: Bergianska trädgårdens jätteknölkallor
Botaniska trädgårdar världen över ingår i ett nätverk för att odla och bevara jätteknölkallor, bland andra Bergianska trädgården i Stockholm och Göteborgs botaniska trädgård. Omkring 180 blomningar av odlade exemplar bedöms ha skett efter den första sådana blomningen i Kew Gardens  1889. Fyra jätteknölkallor har blommat varsin gång i Sverige. Första gången var i maj 1935 i Bergianska trädgården och därefter i juli 2005 i Göteborg samt i maj 2011 och i juli 2013 i Stockholm.

## Popularitet
Jätteknölkallan odlas i ett fåtal exemplar av botaniska trädgårdar världen över, och dess sällsynta blomningar, totalt hittills omkring ett hundra i odling, drar stora skaror besökare. Universitet i Basel fick 25 000 besökare vid en blomning i april 2011 och botaniska trädgården i Bonn registrerade fler än 16 000 besökare under en tredagarsblomning. När jätteknölkallan Cronus blommade i Bergianska trädgården i Stockholm 2011 registrerades 7 000 besökare.
David Attenborough populariserade jätteknölkallan i sin tevedokumentär The Private Life of Plants, vilken premiärvisades på BBC i Storbritannien i januari-februari 1995. I den tredje delen, Flowering, ägnas ett avsnitt åt denna växt. Filmavsnittet spelades in 1993 under en expedition till västra Sumatra, vilken organiserades av James R Symon och vid vilken Symon också samlade in frön från en planta. Dessa frön har senare spridits till olika botaniska trädgårdar och är ursprunget till bland andra Bergianska trädgårdens jätteknölkallor.

## Bilder

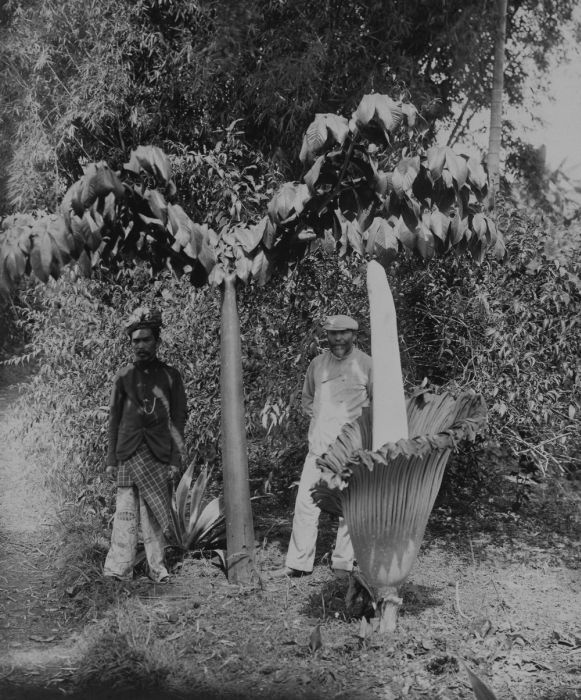
Blommande jätteknölkalla (till höger) på ett fotografi från Sumatra 1900-40
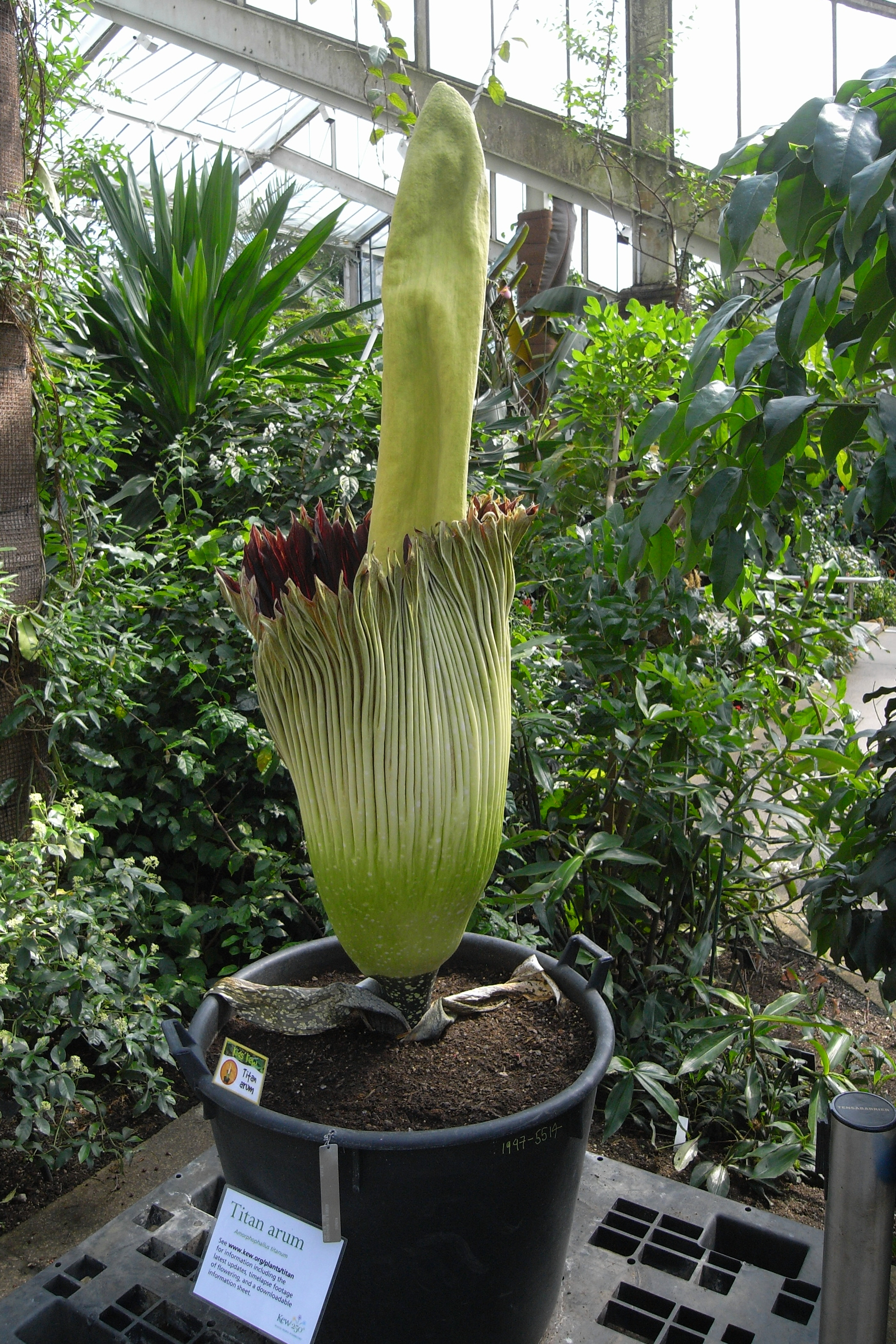
En jätteknölkalla i Kew Gardens i London strax före blomning
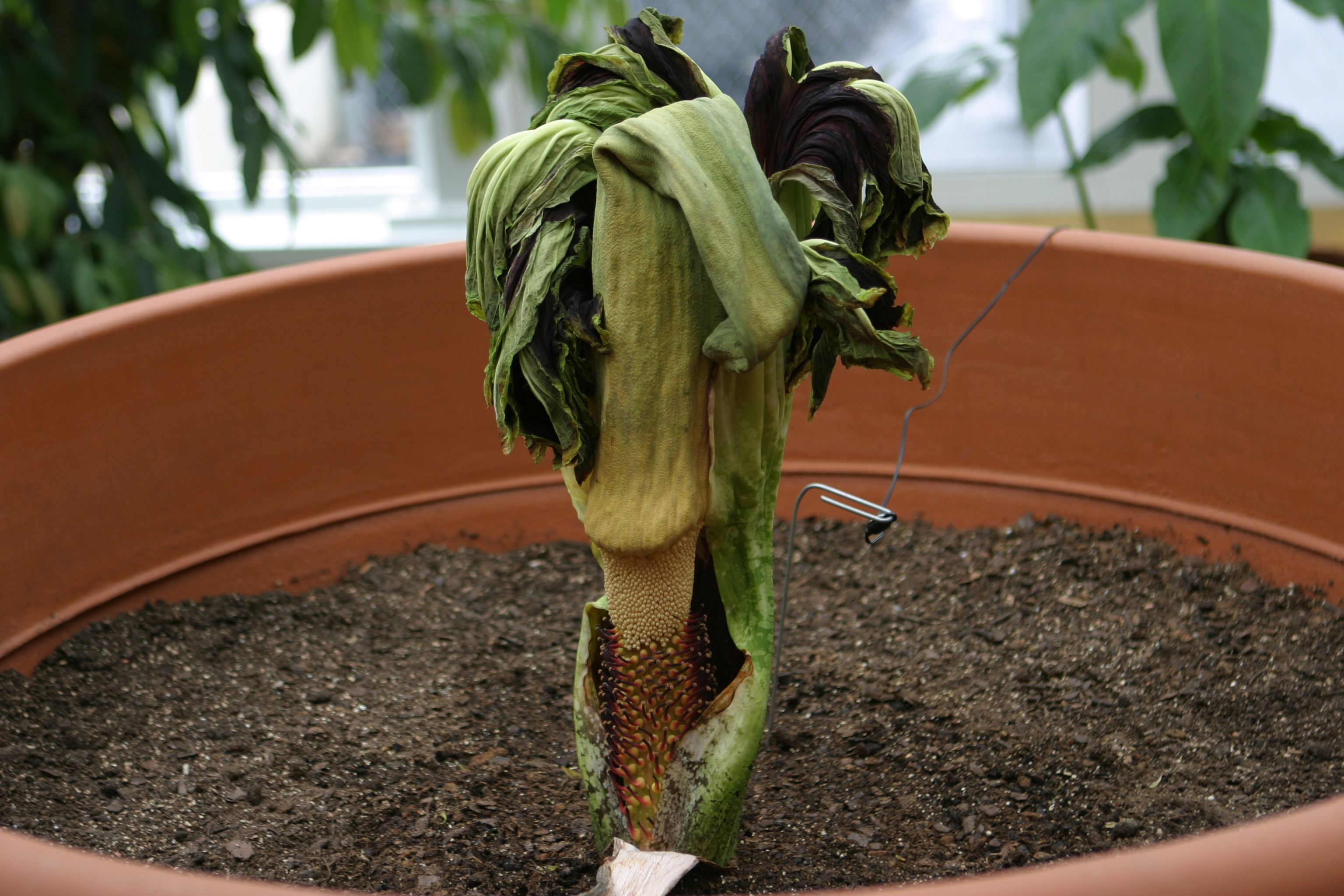
Kollapsad blomställning efter blomning
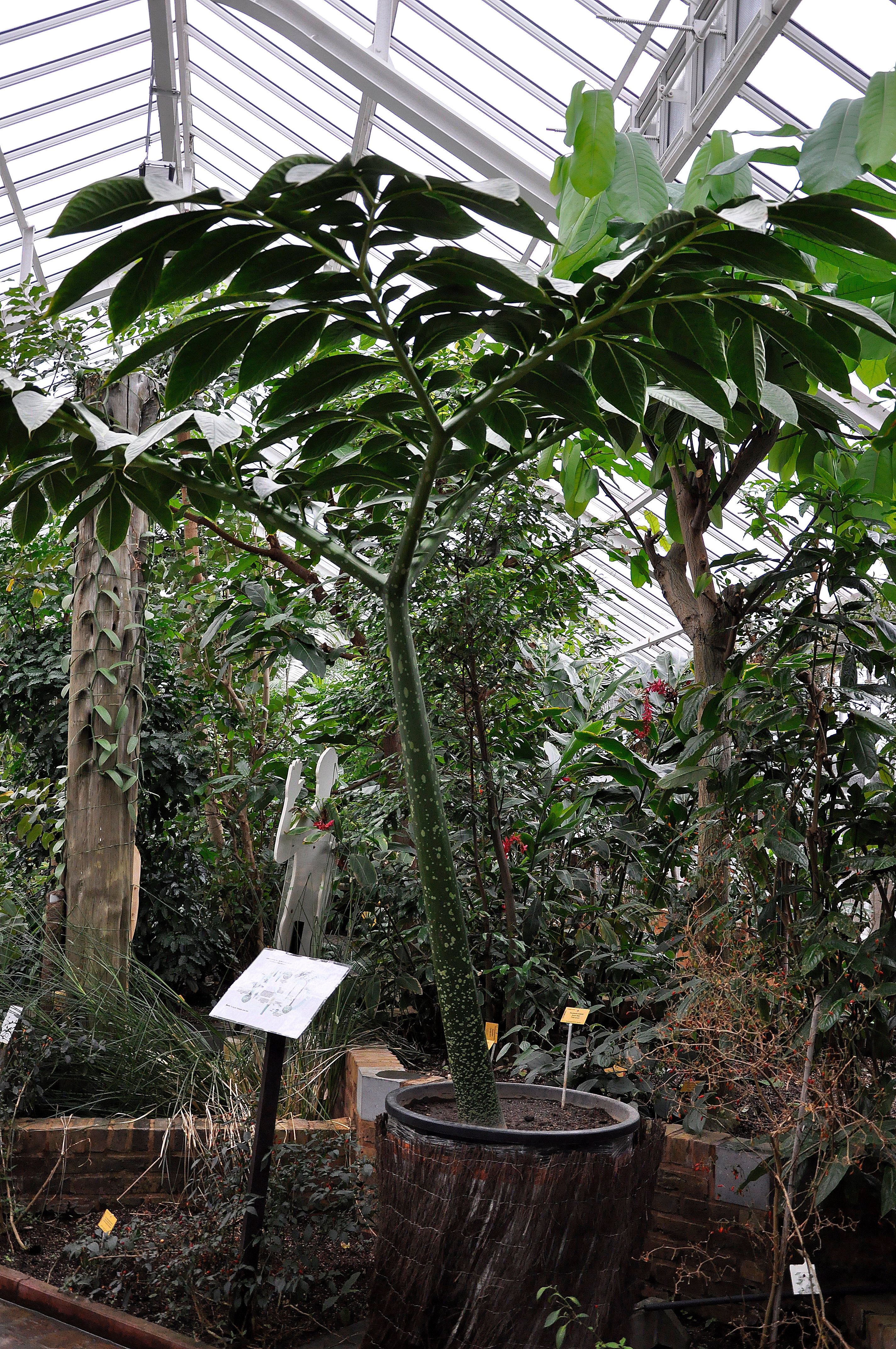
Blad av jätteknölkalla
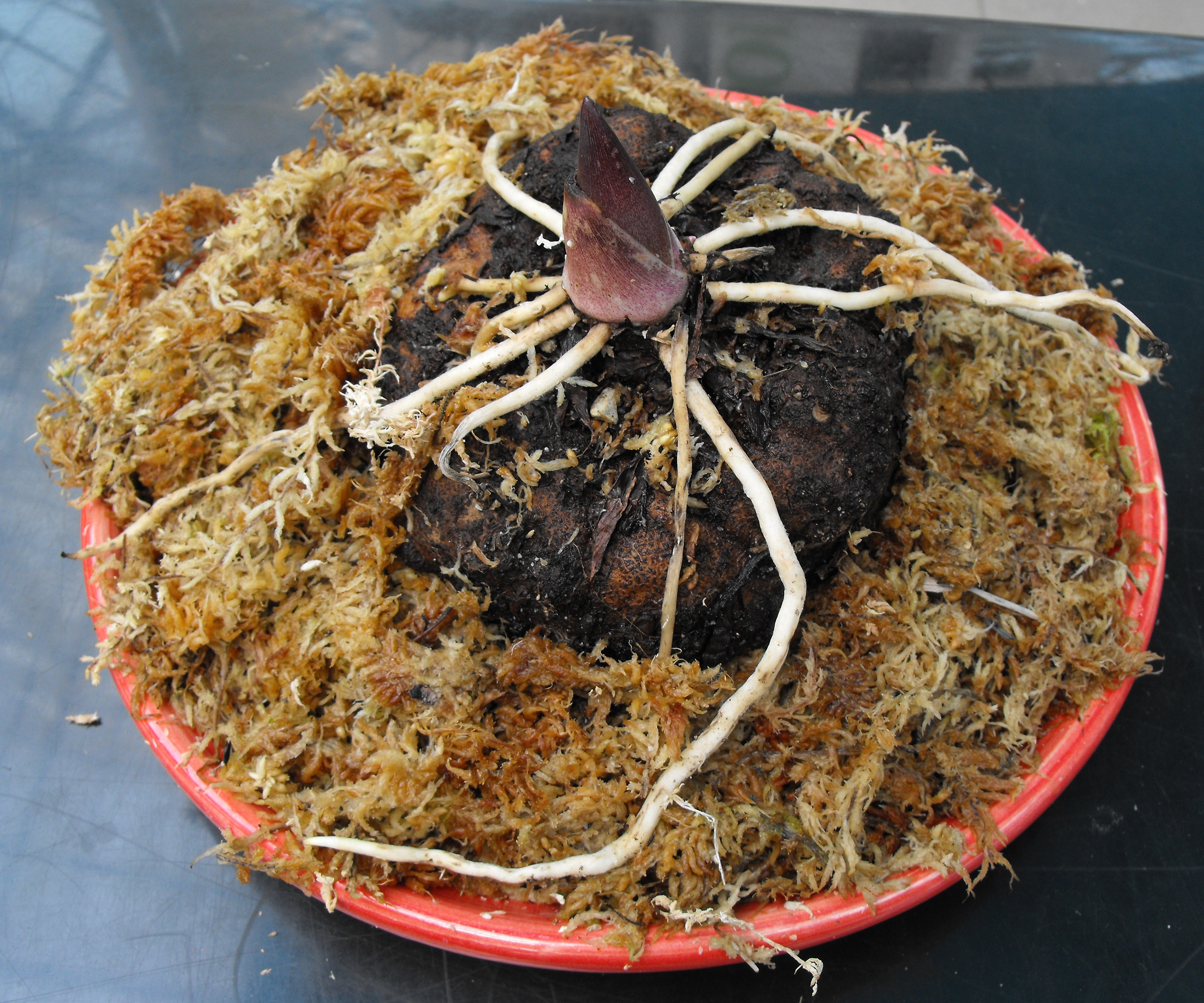
Knöl